# Bois-Sainte-Marie
Bois-Sainte-Marie är en kommun i departementet Saône-et-Loire i regionen Bourgogne-Franche-Comté i östra Frankrike. Kommunen ligger i kantonen La Clayette som tillhör arrondissementet Charolles. År 2022 hade Bois-Sainte-Marie 185 invånare.

## Befolkningsutveckling
Antalet invånare i kommunen Bois-Sainte-Marie
| Referens: INSEE |